# Expertsysteem
Een expertsysteem, ook wel kennissysteem of kennisgebaseerd systeem genoemd, is een computersysteem dat specifieke kennis van menselijke experts representeert en gebruikt om een probleem binnen een bepaald gebied op te lossen. Voorbeelden van dergelijke problemen die opgelost moeten worden zijn onder meer het diagnosticeren van een bepaald ziektebeeld, besluiten of de stormvloedkering moet worden gesloten, of iemand voor een bepaalde verzekering in aanmerking komt, et cetera. Dergelijke systemen zijn een onderdeel van het vakgebied kunstmatige intelligentie. Doordat het systeem redeneert aan de hand van kennis van menselijke experts, lijkt het voor niet-technici een 'slim' systeem.

## Geschiedenis
In de jaren zestig komt de kunstmatige intelligentie op. Met algemene zoekmethoden denkt men voor vrijwel ieder informatieprobleem de oplossing te kunnen produceren met weinig gebruik van domein-specifieke kennis. In de jaren zeventig beseft men echter dat dit niet werkt en introduceert men het concept van expertsysteem: een systeem dat op basis van ingevoerde (kennis)regels binnen een bepaald, afgebakend gebied een oplossing biedt. Alhoewel dit in sommige situaties goed blijkt te werken, zijn de verwachtingen nog steeds te hooggespannen. Daarom wordt het expertsysteem in de jaren tachtig hernoemd naar kennisgebaseerd systeem. In de jaren negentig ontdekken bedrijven de meerwaarde van deze systemen en beginnen ze deze te integreren in hun bedrijfsprocessen.

## Globale werking
Kenmerkend voor de werking van een kennisgebaseerd systeem is de scheiding van het systeem in een knowledge base en een inference engine. In de knowledge base wordt alle kennis opgeslagen en de inference engine redeneert aan de hand van deze kennis. Voordeel hiervan is (ten opzichte van traditionele systemen waarbij de kennis zit 'opgesloten' in de programmeercode zelf) dat door de knowledge base te vervangen een vergelijkbaar probleem door hetzelfde systeem kan worden opgelost (bijvoorbeeld advies voor autoverzekeringen dat door aanpassing van de knowledge base nu advies over huisverzekeringen geeft) of omgekeerd dat de betreffende kennis in andere systemen kan worden gebruikt.
Een ander belangrijk kenmerk van een kennisgebaseerd systeem is dat het kan 'leren', dat wil zeggen: een menselijke expert kan aangeven of het systeem tot de juiste keuze is gekomen en zo niet, tot welke keuze het had moeten komen. Op basis van zeer veel van deze testsets kan het systeem zelf de waarden van regels aanpassen, daarmee (bij de juiste sets) de zekerheid over correcte oplossingen constant verhogend.

## Voorbeelden
- De BoeteBase van het Nederlands Openbaar Ministerie gebruikt een kennisgebaseerd systeem.
- De Maeslantkering heeft deuren die op basis van een kennisgebaseerd systeem worden geopend of gesloten.
- Het alarmnummer 112 gebruikt een kennisgebaseerd systeem om te bepalen of er een ambulance mag worden gestuurd of niet.
- Verzekeraar AEGON gebruikt een kennisgebaseerd systeem om te kijken onder welke voorwaarden iemand voor een autoverzekering mag worden geaccepteerd.
- In Schotland gebruikt de Barclaycard voor het opsporen van fraude met de creditcard een kennisgebaseerd systeem.
- In Engeland gebruikt het University Hospital London een kennisgebaseerd systeem voor tand- en beenprotheses.
- In Nepal adviseert een kennisgebaseerd systeem over de locatie van waterkrachtcentrales.
- In Zuid-Afrika adviseert en ondersteunt een kennisgebaseerd systeem veldzusters.